# Station Feuquerolles
Station Feuquerolles is een spoorwegstation in de Franse gemeente Feuquières-en-Vimeu.